# Bari (metropolitane stad)
De  Città Metropolitana di Bari (Italiaans: voor "metropolitane stad Bari") is een Italiaanse bestuurslaag die bestaat uit Bari en 41 omliggende gemeenten. De metropolitane stad is op 1 januari 2015 bij de hervorming van de lokale overheidsorganen in de plaats gekomen van de vroegere provincie Bari. Het is een van de zes provincies en metropolitane steden van de Italiaanse regio Apulië. Bari heeft een oppervlakte van 3821 km² en ongeveer 1.266.000 inwoners. De officiële afkorting is BA.
Naast de hoofdstad Bari zijn Monopoli, Altamura, Bitonto en Molfetta plaatsen van enig belang.
De zetel van deze instelling is in het voormalige provinciepaleis van Bari.